# Аиту
Аиту — в полинезийской мифологии привидения или духи, часто злобные и недоброжелательные. Слово aitu присутствует во многих языках Восточной и Западной Полинезии.

## Маори
В языке маори аиту значит «болезнь», «беда» или «демоны», а однокоренное слово aituā — «неудача», «несчастный случай», «катастрофа»

## Острова Кука
На островах Кука аиту — это также название древних племён, которые пришли с востока.
Согласно традициям некоторые из племён аиту поселились на островах Аитутаки, Атиу и Мангаиа. На Аитутаки они были уничтожены или изгнаны. На Мангаиа их время от времени убивали, что принести в жертву богам. На Мангаиа до сих пор сохранились остатки огромной печи, называемой те уму Аиту (te umu Aitu), в которой этих людей жарили после того, как их убивали.

## Самоа
В мифологии островов Самоа аиту были божествами, сеявшими войны, а также божествами-покровителями отдельных семей или деревень и защитниками торговцев и работников, к которым можно было обратиться в особых случаях и чей гнев или месть могли предсказать особые жрецы. Самыми важными самоанскими аиту были Савеасиулео, правитель Пулоту (подземного мира в самоанской мифологии) и его дочь Нафануа, богиня войны. Согласно представлениям древних самоанцев, представителями духов войны были жрецы, хотя иногда аиту могли принимать образ птиц, рыб, рептилий или даже человека. Во время войн древние самоанцы тщательно следили за птицами или другими животными, которые, по их мнению, могли предсказать ход войны. Некоторые из этих аиту жили в Пулоту (подземном мире), другие — под вулканическими местностями.
У каждой семьи был свой аиту, к которому относились с особым благоговением. Те деревья, рыбу, рептилии или других животных, в которых вселялся аиту, было запрещено есть. В честь этих духов устраивались многочисленные праздники, чтобы избежать войн, наказаний, заболеваний или смерти.
Кроме способности принимать человеческий образ аиту наделялись рядом человеческих характеристик. Они были социальными существами, их темперамент варьировал от мягкого и безобидного до злобного и мстительного. На островах Самоа даже выделялись традиционные места убежищ аиту. Смягчить аиту можно было, сделав какое-нибудь преподношение.

## Токелау
На мифологии островов Токелау аиту — души людей, которые отличались меньшей силой, чем атуа, и не могли контролировать природные явления. Они помогали своим потомкам во время бед и болезней.
См. также: Афа.

## Тонга
В мифологии Тонга, например, ʻaitu или ʻeitu — небольшие боги, которые являются покровителями отдельных деревень и семей. Они часто принимают вид растений или животных и отличаются большей жестокостью, чем другие боги. Согласно поверьям аиту пришли из Самоа. В тонганском языке существует устойчивое словосочетание tangi lauʻaitu, которое переводится как «плакать как аиту» и значит «плакать от горя, горевать».

## Другие народы
В таитянском языке слово аиту (синонимы — атуа, раиту) означает «бог» или «дух». В других языках, включая кукском, самоанском, сикаиана, капингамаранги, такуу, туамотуанском и ниуэнском языках, аиту означает «привидения», «духи».